# Antoun Boutros Arida
Antoun Arida, conosciuto anche come Selim Ben Abdel Ahad Arida (in arabo أنطون بطرس عريضة‎?, Anṭūn Buṭros ʿArīḍa, poi in arabo أنطونيوس الثاني بطرس عريضة‎?, Anṭūniyūs II Buṭros ʿArīḍa; Bsharre, 2 agosto 1863 – Bkerké, 19 maggio 1955), è stato arcieparca di Tripoli e patriarca della Chiesa maronita con il nome di Antoun II Boutros (in italiano: Antonio Pietro).

## Biografia
Nato a Bsharre in Libano il 2 agosto 1863, Antoun Arida frequentò gli studi di teologia nella scuola Saint-Sulpice di Parigi dal 1884 al 1890. Fu ordinato prete il 28 settembre 1890. Tornato in Libano, divenne segretario del patriarca Youhanna Boutros Al-Hajj. Fu consacrato arcieparca di Tripoli il 7 giugno 1908 nel monastero patriarcale di Bkerké dal patriarca Elias Boutros Hoayek e insediato nella sua sede il 28 giugno successivo.
Alla morte del patriarca Hoayek, il sinodo dei vescovi maroniti lo scelse come nuovo patriarca l'8 gennaio 1932; egli assunse il nome di Antoun Boutros; fu confermato dalla Santa Sede il 13 marzo 1933.
Durante i difficili anni della guerra, lavorò per la nascita di uno stato libanese libero, indipendente e cristiano. Per questo motivo si oppose fermamente al protocollo di Alessandria del 1944 (che portò alla nascita della Lega degli Stati Arabi) ed era favorevole alla creazione di uno stato ebraico in Palestina, così come di uno stato cristiano in Libano. La sua posizione non è stata comunque sostenuta da tutta la Chiesa maronita.
Negli ultimi anni della sua vita fu affiancato nella gestione e amministrazione del patriarcato da una commissione di tre vescovi, tra cui il suo successore, Boulos Méouchi.
Morì nella sede patriarcale di Bkerké il 19 maggio 1955. Le sue ultime parole furono: Dio protegga il Libano.

## Genealogia episcopale e successione apostolica
La genealogia episcopale è:
- Patriarca Youhanna Bawab
- Patriarca Jirjis Rizqallah
- Patriarca Stefano Douayhy
- Patriarca Yaaqoub Boutros Awwad
- Patriarca Semaan Boutros Awwad
- Patriarca Youssef Boutros Estephan
- Patriarca Youhanna Boutros Helou
- Patriarca Youssef Boutros Hobaish
- Patriarca Boulos Boutros Massaad
- Patriarca Elias Boutros Hoayek
- Patriarca Antoun Boutros Arida

La successione apostolica è:
- Arcivescovo Antoine Abed (1933)
- Cardinale Paul Pierre Méouchi (1934)
- Arcivescovo François Ayoub (1943)
- Arcivescovo Ignace Ziadé (1946)
- Cardinale Antoine Pierre Khoraiche (1950)
- Vescovo Abdallah Nujaim (1950)